# کاساگالا راجا ماها ویهارا
کاساگالا راجا ماها ویهارا (به زبان سینهالی: කසාගල රජ මහා විහාරය) یک معبد بودایی باستانی است که در ناحیه هامبانتوتا سری‌لانکا واقع شده است. ویهارا در فاصلهٔ ۱۰ کیلومتری تقاطع رانا در جادهٔ رانا-ویراکتیا قرار دارد. دولت سریلانکا این معبد را به عنوان یک اثر باستانی ملی ثبت کرده است.

## تاریخچه
کاساگالا راجا ماها ویهارا در عصر آنورادهاپورا و در زمان فرمانروایی کاوانتیسا (۲۰۵ تا ۱۶۱ قبل از میلاد مسیح) ساخته شده است. بر اساس آنچه تاریخ نویسان نگاشته‌اند، پادشاه کاوانتیسا چندین بنا در آنجا ساخت و بعدها توسط پادشاه داپولا (۶۶۱–۶۶۴ میلادی) و پادشاه ویجایاباهو (۱۰۵۵–۱۱۱۰ میلادی) مرمت و بازسازی شد. در زمان پادشاهی کیرتی سریراجاسینگا (۱۷۴۷ – ۱۷۸۰ میلادی) تصویر و اشیای بودای طلایی به معبد اهدا شد.
اکنون در این محل دو استوپای باستانی در محل ویهارا دیده می‌شود. باور بر این است که یکی از آنها که در بالای فلات واقع شده است توسط پادشاه دوانامپیا تیسا ساخته شده است و قدیمی‌ترین استوپای ویهاراست. استوپای نزدیکتر توسط پادشاه سادها تیسا(۱۳۷–۱۱۹ قبل از میلاد مسیح) ساخته شده است. در نزدیکی محل قرارگیری اتوپیای بالایی، شش سنگ نبشته بدست آمده که محتوای تمام این سنگ نبشته‌ها به آزادسازی بردگان (واهارالا) اشاره دارد.
این معبد با رنگ آمیزی و مجسمه‌های متعلق به رسوم کاندیان تزیین شده است و ویژگی‌های یکتای هنری استان‌های دریایی را به نمایش می‌گذارد. نقاشی‌ها عموماً نشان دهندهٔ روش‌های جنوبی و فرهنگ تأثیر گرفته از اروپا هستند.

## وجه تسمیه
طبق باورهای محلی، اسم کاساگا (به معنی صخره زرد) به خاطر این است که راهبانی که در آنجا زندگی می‌کردند برای خشک کردن لباس‌های خود آنها را روی صخره‌های طبیعی که در اطراف معبد قرار داشت قرار می‌دادند. به همین جهت صخره‌ها به رنگ زرد یا زعفرانی دیده می‌شدند و به همین جهت مردم آنرا صخره زعفرانی می‌نامیدند. علاوه بر این باور محلی، سنگ نوشته‌ای که قدمت آن به سال دوم بعد از میلاد مسیح بر می‌گردد چنین نقل می‌کند که در آن زمان این معبد، به نام کاواگالا پاباتا نامیده می‌شد.